# Боудиъм (замък)
Замъкът Боудиъм (на английски: Bodiam Castle, на български се среща и като Бодиам) е замък от XIV в. с опасващ го ров в близост до село Боудиъм, Източен Съсекс, Англия. Построен е през 1385 г. от сър Едуард Далингридж, бивш рицар на крал Едуард III, с позволението на Ричард II, за да пази областта от евентуално френско нашествие по време на Стогодишната война. Тъй като е четириъгълен замък, Боудиъм няма донжон, a по стените и вътрешните площи има защитни укрития и машикули. На четирите му ъгъла има кули, чиито върхове имат зъбци. Конструкцията, местоположението и изкуственият воден пейзаж показват, че външният вид, както и защитната служба са силно засегнати в плана на замъка. В миналото Боудиъм е бил дом на рода Далингридж.
Замъкът е притежание на няколко поколения на рода Далингридж, докато родовата им линия изчезва, след което става собственост на рода Люкнър чрез брак. По време на Войната на розите сър Томас Люкнър подкрепя династията Ланкастър и когато Ричард III от династията Йорк става крал през 1483 г., замъкът е обсаден. Не се знае кога точно започва обсадата, но се смята, че Боудиъм се предава без много съпротива. Замъкът е присвоен, но Хенри VII го връща на рода Люкнър. Наследниците на този род го държат до XVI век.
Към началото на Английската гражданска война през 1641 г. собственик е Джон Тъфтън. Той подкрепя роялистите и продава замъка, за да изплати предявените срещу него претенции в Парламента. Скоро след това Боудиъм е изоставен и се превръща живописни развалини, докато е закупен от Джон Фулър през 1829 г. Той го реставрира частично и го продава на Джордж Къбит, 1-ви барон Ашкомб и по-късно на Лорд Кързън, като и двамата подхващат проекти за реставрация на замъка. След смъртта на лорд Кързън през 1925 г. Боудиъм е собственост на Националния тръст за обекти с историческа и природна стойност и е отворен за посетители.

## Предистория
Едуард Далингридж е по-малък син и макар че, както е обичайно, имотите на баща му са дадени на най-големия му брат (първородния син), Едуард добива свои собствени земи. Към 1378 г. той получава феода Боудиъм чрез брачен съюз с притежаващия го род. Между 1379 и 1388 г. Далингридж е рицар за графство Съсекс и един от най-влиятелните хора в графството. Тогава, когато той поисква от краля разрешение да създаде замък, Англия и Франция водят война помежду си вече 50 години. Едуард III продължава да претендира за правото си да седне върху френския трон и подсигурява териториите Аквитания и Кале. Далингридж е един от многото англичани, които пътуват до Франция, за да търсят късмета си като част от Свободните роти – наемни войски, които предлагат услугите си срещу високо заплащане. Той напуска Франция през 1367 г. и пътешества с Лайънъл, херцог на Кларънс, син на Едуард III. След като се бие под командването на графа на Аръндел, Далингридж се включва в ротата на сър Робърт Ноулс – прочут военачалник, за когото се говори, че като наемник е откраднал 100 000 златни крони. Едуард Далингридж спечелва парите, нужни за построяването на замъка Боудиъм, като наемник в Свободните роти. Той се завръща в Англия през 1377 г.
Брюжкият договор от 1375 г. осигурява две години мир, но след това Англия и Франция продължават войната. Причината е, че Едуард III е наследен от Ричард II през 1377 г. По време на конфликта двете страни се борят за контрол над Ламанша с нападения по бреговете на противника. Виждайки заплахата, Парламентът гласува да се отпуснат пари за укрепване и защита на южния бряг на Англия. Като подготовка за евентуално френско нашествие са построени укрепления в графство Кент. Освен външната заплаха съществува и вътрешно недоволство, което става причина за Селското въстание от 1381 г., Далингридж участва в потушаването на въстанието. През 1383 г. Боудиъм получава харта, която позволява да се прави пазар всяка седмица и панаир всяка година. През 1385 г. населението на южна Англия изпада в ужас заради насъбралата се в Слойс флота от 1200 кораба – лодки, баржи и галери. През есента на тази година Едуард Далингридж получава разрешение да укрепи своето имение.

## Строеж и употреба
| „ | Да се знае, че по наше благоволение ние разрешаваме от името на нас и на нашите наследници на нашия верен и обичан рицар Едуард Далингридж да построи стена от камък и вар и да превърне в замък своето имение Бодихам близо до морето, в графство Съсекс, за да защитава споменатото графство и да оказва съпротива на враговете ни... Кралят, Уестминстър, 20 октомври. | “ |
| Съкратена форма на разрешението за строеж на замък, което получава Едуард Далингридж, Calendarium Rotulorum Patentium, 1385 – 89 | |   |

Ричард II позволява на Далингридж да укрепи имението си, което вече е построено. Вместо това той решава да построи замъка си на неизползвана земя. За кратко време Боудиъм е завършен почти напълно и поради тази причина по-голямата му част е строена в един архитектурен стил. Археологът Дейвид Токри отбелязва, че сградата е построена набързо, вероятно поради френската заплаха. Каменните замъци обикновено се строят бавно и са скъпи – понякога струват хиляди лири. В периода 1386 – 1387 г. Далингридж е капитан от пристанището в Брест, Франция и вероятно отсъства през първите години от строежа на замъка. Боудиъм замества старото имение като главна квартира на Далингридж и център на феода. Не е известно точно кога е завършен замъкът, но Токри предполага, че е преди 1392 г. Желанието на Далингридж е да види замъка завършен и това се случва преди да напусне този свят през 1395 г.
Имотите на Едуард, включително и замъкът, са предадени в наследство на сина му Джон Далингридж. Както баща си, Джон се радва на добри взаимоотношения с краля и често е наричан „рицар на краля“. През 1400 г. на наследника на Едуард Далингридж е обещана годишна кралска премия от 100 марки. Той почива на 27 септември 1408 г. и според неговото предсмъртно желание имуществото му е наследено от съпругата му Алис. Джон и Алис нямат деца, затова след смъртта ѝ през 1443 г. собствеността е прехвърлена на братовчеда на Джон, Ричард Далингридж. Ричард също умира през 1470 г., без да остави наследник и имотите са дадени на сестра му Филипа. Тя се жени за сър Томас Люкнър, член на влиятелен съсекски род, притежаващ земи в цялото кралство.
През 1455 г. започва Войната на розите. Сър Томас Люкнър взема страна и подкрепя династията Ланкастър. През 1483 г. Ричард от династията Йорк става крал под името Ричард III. Люкнър е обвинен в измяна и в бунтовничество. През ноември 1483 г. на чичото на Люкнър, Томас Хауърд, граф на Съри, е разрешено да събере хора и да обсади замъка Боудиъм. Не се знае точно кога се е състояла обсадата, но Токри смята, че Люкнър се е предал без много съпротива. Собствеността на замъка се прехвърля на Никълъс Ригби. Когато Хенри VII се добира до трона и узурпаторът е отстранен, замъкът е върнат на Люкнър. Едва през 1542 г. на семейството е върната цялата околна местност. Въпреки че със сигурност наследниците на Локнър са притежавали замъка през XVI и XVII век, остава неизвестно как той е използван през този период и колко време прекарва родът в него.
След смъртта на сър Роджър Люкнър през 1543 г. имотите му са разпределят между наследниците. В резултат на това замъкът и имението са разделени. Джон Ливит от Сейлхърст закупува Боудиъм през 1588 г. През 1623 г. по-голямата част от имотите във феода Боудиъм са купени от сър Никълъс Тъфтън, по-късно граф на Танет. След смъртта му през 1631 г. синът му Джон Тъфтън наследява притежанията на баща си. Именно Джон обединява отново имението и замъка, като купува Боудиъм през 1639 г. Той е поддръжник на роялистката кауза по време на Английската гражданска война, като води атаката на Луис и участва в загубената от роялистите битка при днешния Хейуърдс Хийт. През 1643 г. и 1644 г. парламентът конфискува част от неговите земи като му налага дълг от 9000 лири (което към 2008 г. се равнява на 1,3 милиона лири). За да изплати дълга, Тъфтън продава замъка за 6000 лири (към 2008 г. – 860 000 лири) на парламентариста Натаниъл Пауъл.

## Живописни развалини
След гражданската война Чарлс II прави Пауъл баронет. Въпреки че не е известно точно кога е изоставен замъкът, се смята, че това е било скоро след закупуването му от Пауъл. В резултат на това той бавно започва да се руши. По време на гражданската война собствениците на много замъци причиняват повреди на своите владения, с цел те да не могат да се използват повторно. Не всички замъци са напълно разрушавани, а понякога се внимава зданието да не бъде сринато до основи. В случая с Боудиъм е счетено за необходимо да се унищожат барбаканът, мостовете и сградите вътре в замъка. Когато Натаниъл Пауъл умира (през 1674 или 1675 г.), замъкът преминава в наследство на сина му (носещ също името Натаниъл). След като и той умира, Боудиъм става собственост на снаха му, Елизабет Клитъроу.
През 1722 г. замъкът е продаден на сър Томас Уебстър и за повече от век се предава в наследство на членовете на рода Уебстър. По това време Боудиъм добива популярност и се превръща в туристическа атракция заради връзката си със Средновековието. Първите рисунки на замъка са от средата на 18 век. На тях той е представен като обрасъл с бръшлян. Развалини и средновековни постройки като замъка Боудиъм служат за вдъхновение на неоготическата архитектура и за реставриране на стари сгради.
През 1815 г. и през 1829 г. третият сър Годфри Уебстър започва да търси евентуални купувачи на Боудиъм. Той успява да продаде цялата земя от 10 хектара на Джон Фулър за 3000 лири (220 000 лири към 2008 г.). Фулър ремонтира една от кулите, добавя нови порти и събаря вилата, която е построена във вътрешността през XVIII век. Смята се, че той купува замъка, за да попречи на рода Уебстър да го разруши и ползва като строителен материал за други строежи. През 1849 г. Джордж Къбит, по-късно Барон Ашкомб, купува замъка и 10-те хектара околна местност от внука на Фулър за над 5000 лири (410 000 лири към 2008 г.). Къбит продължава делото на Фулър. Той поръчва първото детайлно проучване на Боудиъм през 1864 г. и започва реставрацията на югозападната ъглова кула, която е почти съборена. Тъй като по това време развалините, покрити с бръшлян, са модерни, растенията не са премахнати, въпреки разрушителното им въздействие върху каменната постройка. В изоставения двор поникват дървета.
Лорд Джордж Кързън казва, че „такова рядко съкровище [като замъка Боудиъм] не трябва да бъде загубено от Великобритания или да бъде осквернено от незачитащи го ръце.“ Кързън започва се пазари с Къбит за закупуване на Боудиъм, но той не се съгласява. След смъртта му Кързън успява да се споразумее със сина му и купува замъка и местността през 1916 г. През 1919 г. прави щателно проучване на развалините на Боудиъм и наема архитекта Уилям Уиър да реставрира една част. Ровът, дълбок средно 1,5 m и с най-дълбока точка при югоизточния ъгъл – 2,1 m, е източен от водата и почистен – премахнати са 90 cm кал и наноси. По време на разкопките са открити основите на мостовете. Разкопки има и във вътрешността на замъка и те откриват кладенец в основата на северозападната кула. Растителността е премахната, зидарията – поправена и теренът е изравнен до началното ниво. Във вътрешността е построена къщичка, която служи за музей на археологическите открития и за дом на уредника. Замъкът Боудиъм е предаден на Националния тръст през 1925 г.
Националният тръст продължава работата по реставрацията и слага нови покриви на кулите и вратарските жилища. Разкопките са подновени през 1970 г. Ровът е източен отново. Тук е сниман филмът „Монти Пайтън и Светият граал“ и в продължението му „Легендата за сър Ланселот“ е наречен „Блатен замък“. През 1990 г. Кралската комисия за исторически паметници в Англия започва да проучва земята около Боудиъм. През 90-те години на 20. век замъкът е тема на спор относно това кое е водещото предназначение при подобни места: военното или символичното. Поддръжниците на второто смятат, че ровът би могъл да бъде бързо източен (за 1 ден), тъй като не е солидно защитен, и това не го прави особено препятствие за евентуален нападател. Големите прозорци по стените също представляват потенциални слаби места. Замъкът е историческа сграда и археологически обект с национално значение и му е дадена защита срещу непозволено използване. Вписан е и като сграда от клас I по английската класификация на ценни архитектурни сгради и постройка с международно значение. Днес е отворен за посетители.

## Архитектура

### Място и околности
Смята се, че местоположението на замъка е стратегически избрано, за да пази южния бряг на Англия от френско нашествие. Проучване на терена от Кралската комисия за исторически паметници заключава, че ако тази теория е вярна, то Боудиъм има доста необичайно разположение, далече от средновековната брегова линия.
При построяването на замъка са положени грижи за оформяне и на околностите му. Археолозите Оливър Крейтън и Робърт Хайъм го смятат за един от най-ярките примери на ландшафтно проектиране, отреждащо централно място на замък. В началото в околността има много водни басейни, но оцелява само ровът заедно с изкопите, направени по време на строежа му. Грубо оформен като правоъгълник, ровът е захранван от няколко извора, някои от които вътре в самия него. Това затруднява отводняването му по време на разкопките през 1930-те. Ровът възпира атакуващите да стигнат до основите на крепостните стени, но в случая с Боудиъм той прави замъка да изглежда по-голям и по-внушителен, отделяйки го от околния пейзаж. Ровът е смятан повече за декоративен, отколкото за защитен елемент. Пътят до входа през рова и близките езерца е умишлено непряк и така посетителите могат да видят целия блясък на замъка. Военният историк Катард Кинг описва подхода като впечатляващ и го сравнява с тези при замъците на Едуард I в Гуинед, Уелс и замъка Кайрфили.
Замъкът се намира приблизително в средата на рова. Вторичната порта в задната част вероятно е била свързана с южния бряг на рова, чрез подвижен и дълъг дървен мост. Главната порта на северната страна днес е свързана чрез дървен мост със северния бряг, но се смята, че тогава тази работа вършели два моста – един от главния вход до един остров в рова и един, свързващ острова със западния бряг. По-голямата част от моста вероятно е била статична, с изключение на сегмента близо до западния бряг – вероятно подвижен мост. Островът е наречен „Осмоъгълника“ и при разкопки на него е намерено помещение (гардероб, което в средновековните замъци е служело и за тоалетна), което подсказва, че там е имало охрана, но не се знае как е бил укрепен. Осмоъгълникът е свързан с барбакана чрез мост, вероятно подвижен. 28-те тоалетни в замъка се изливат направо в рова, поради което археологът Матю Джонсън го нарича „отворена канализация“.

### Външен вид и вход
Като четириъгълен замък, Боудиъм е грубо оформен като квадрат. Този тип замък с централен двор и сгради близо до стените е характерен за архитектурата през 14 век. Военният историк Катард Кинг смята Боудиъм за най-добре запазения образец на четириъгълен замък. По ъглите има кръгли кули, а в центъра на южната, източната и западната стена – квадратни кули. Главният вход от север е с две еднакви кули. Вторичният вход е през портичка в централната квадратна кула. Кулите са високи три етажа, а стените и сградите във вътрешността – два етажа.
Между Осмоъгълника и главната порта е имало барбакан, от който остава само малка част на западната стена. Някога той е бил висок два етажа. Остатъкът включва част от герса от северната порта на барбакана, макар че няма панти за порта. Основата на тоалетната на втория етаж показва, че той е бил място за живеене, вероятно за вратаря. Рисунки от 18 век показват долния етаж на барбакана и включват детайли като сводове в коридора, свързващ го със стената.
Портата на северната стена на замъка е висока три етажа. Днес до нея се достига чрез статичен мост, но някога е била свързана с барбакана чрез подвижен мост. Отгоре на портата има машикули и местността може да се разгледа от бойниците по кулите ѝ. Това е единствената част на замъка, снабдена с бойници, а прозорците по крепостните стени се използват повече за ежедневни, отколкото за военни цели. Има стаички за пазачите на първия етаж и в основите под него. Таванът на коридора е засводен и осеян с мортриери. Мортриерите, както и машикулите, често са използвани за хвърляне на нещо по атакуващите или за наливане на вода за гасене на пожари. 
Точно над портата са издялани три герба: от ляво надясно родовете Уордиъкс, Далингридж и Радиндън. Жената на Едуард Далингридж е от рода Уордиъкс, а Радиндън поддържат близки взаимоотношения с рода Далингридж. Над гербовете има глава на еднорог с шлем, символ на благородничество. Вторичната порта също е украсена с три герба: в средата е гербът на сър Робърт Ноулс, за когото Далингридж се бие през Стогодишната война, а другите полета са празни.

### Вътрешност
Въпреки че екстериорът на замъка Боудиъм е добре запазен, вътрешността е в развалини. Жилищните сгради са разположени до крепостните стени. Останките все пак дават достатъчно информация, за да се добие представа за плана на замъка. Постройката е разделена на отделни жилищни части за собственика и семейството му, за важните гости, за пазачите и за слугите. Южното крило на замъка съдържа голямата зала, кухните и свързаните с тях допълнителни помещения. Голямата зала се намира източно от вторичния вход в центъра, размерите ѝ са 7,3 на 12 m и е висока колкото крепостната стена. Западно от нея са килерът за провизии и избата, които са свързани с нея чрез коридор. Три врати водят към килера, избата и кухнята, която се намира в края на южното крило. Това разположение е типично за големите средновековни домове. Голямата зала е социален център на замъка, където собственикът приема гостите. Двете хранилища имат долно ниво, а над тях е построена стая с неизвестно предназначение. Избата има мазе и е използвана за съхраняване на ейл и вино, а килерът е пълен с продукти за кухнята. За да се разсее жегата от огнищата, кухнята има високи стени и достатъчно пространство. Край югозападната кула е имало кладенец, чиято вода се е използвала в домакинството.
Край източната стена има параклис, зала и преддверие. За да побере параклиса, крепостната стена край югозападния ъгъл е висока с 2,7 m повече от останалата част. Точно на юг от него е основното жилищно помещение за собственика и семейството му. Зданията са високи два етажа и имат мазе. Точната подредба на стаите е неизвестна.
Край западната стена има допълнителна зала и кухня. Не се знае за какво точно са използвани, но се предполага, че са били помещения за слугите. „Залата на слугите“ няма прозорци от западната си страна и вероятно е била относително тъмна в сравнение с голямата зала. Голямата зала има голямо огнище, каквото „залата на слугите“ няма. Залата е прилепена към кухнята и е свързана с нея директно, без коридор. Над „залата на слугите“, която представлява долен етаж, има стая без огнище и с неизвестно предназначение.
Източно от основната порта има двуетажна сграда с мазе. Вероятно мазето е използвано за складиране, а двата етажа са жилищни. Предназначението на сградите по западната част на северното крило е неизвестно. Нетрадиционното подреждане и малкото осветително оборудване показват, че това са били конюшни, но нямат характерните за конюшните отводнителни канали. Всеки от трите етажа на северозападната кула е оборудван с огнище, а най-отдолу има мазе.